# Lida gård, Kvillinge
Lida gård i Kvillinge socken kan beläggas från åtminstone 1500-talet. 

## Historik
Lida säteri i Kvillinge socken, Bråbo härad, som år 1596 donerades till generalfältkvartermästaren Hans Stuart, vilken inkom till Sverige och blev stamfader för härvarande adliga ätt med detta namn. Han dog 1618. Syns sedermera ha tillhört dennes broder, översten Anders Stuart (död 1640) men tillhörde 1636 Johan Adolph Stuart, vilken mot lag och förordning 1633 gift sig med sin kusin Anna Stuart, som var dotter av Hans Stuart. Hon sålde egendomen år 1661. Åren 1683 och 1687 tillhörde den häradshövdingen David Rosenholm, på 1750-talet lektorn, doktor Martin Lidén (död 1769) och vidare överstelöjtnanten Jakob Erik Gripenwald, vilken 1817 sålde densamma till handlanden E. Österlind. Därefter ägdes den av P. W. Österlind.

## Gården
Egendomen är väl bebyggd med manbyggnad i två våningar, omgiven av vacker park och trädgård. Den bebyggdes till säteri omkring år 1624, kallas 1683 säteri, uppbyggd av ett allodialhemman, men föres 1687 under skatte.